# Inviati speciali (film 1943)
Inviati speciali è un film del 1943 diretto da Romolo Marcellini.
La pellicola è stata girata negli stabilimenti di Tirrenia nello stesso anno in cui terminarono le attività della Tirrenia film.

## Trama
Durante la guerra di Spagna, un giovane giornalista italiano si innamora di una donna che si verrà a sapere essere una propagandista del governo comunista. La reincontra in Marmarica, quando viene catturata su un automezzo nemico: la donna, "redenta" dall'amore, si mette al servizio dei fascisti e si riscatterà morendo.

## Produzione
Prima del titolo definitivo il film ebbe due titoli provvisori: Corrispondenti di guerra e poi Amanti fra le guerre.

## Distribuzione
La pellicola venne distribuita nelle sale cinematografiche italiane il 27 aprile 1943.

## Accoglienza

### Critica
Carlo Lizzani ha scritto nel 1943: «Che cosa di più cinematografico che l'avventurosa esistenza degli inviati speciali? Ma il film, malgrado le agitazioni dei suoi personaggi è fermo. L'azione è condotta secondo il ritmo esteriore delle trovate; i personaggi sono appena sommariamente accennati, e alcune volte, nemmeno (..) In un primo momento fa piacere incontrarsi con uomini 'quasi' normali, con ambienti quasi spogli, come nella realtà: insomma un'aria di quotidiano, che è oro nel nostro cinema. Ma poi, subito, non ci si può non accorgere che quest'aria è più il frutto di una certa giornalistica (..) sciatteria che il portato di un'ispirazione sincera».